# Očistimo Slovenijo v enem dnevu!
Projekt Očistimo slovenijo v enem dnevu! (okrajšano OSVED!), v organizaciji Društva Ekologi brez meja, je narejen po zgledu projekta Teeme ära! (Dajmo!), ki je v Estoniji potekal leta 2008.
Namen projekta je bil 17. aprila 2010 združiti 200.000 prostovoljcev in izpeljati največjo okoljsko akcijo v zgodovini Slovenije, s katero naj bi odstranili vsaj 20.000 ton nelegalno odvrženih komunalnih odpadkov na divjih odlagališčih. Poleg tega so čistili tudi okolice šol, vrtcev, naselij in sprehajalnih poti. Akcija se je zaključila z zabavnimi dogodki v treh večjih mestnih središčih - Ljubljani, Mariboru in Novi Gorici.
V mesecih pred tem datumom so prireditelji organizirali popisovanje divjih odlagališč ob podpori Geopedie. Popisali so 115.000 odlagališč, kjer je po ocenah 100.000 m³ odpadkov. Že v tej fazi so se projektu pridružile mnoge inštitucije, med njimi Uprava RS za zaščito in reševanje, Oddelek za geografijo Filozofske fakultete v Ljubljani in druge. Okrog 300 pripadnikov Slovenske vojske je sodelovalo tudi v vzorčnem čiščenju odlagališč teden dni pred glavno akcijo, ki je bilo namenjeno ugotavljanju morebitnih logističnih in organizacijskih težav.
Do napovedanega konca zbiranja prijav 10. aprila se je po podatkih organizatorjev prijavilo približno 105.000 ljudi iz vseh slovenskih občin. Kasneje so rok prijave podaljšali na dan pred akcijo. Po načrtih naj bi v sklopu akcije očistili 80.000 m³ odpadkov; preostanek predstavljajo nevarni odpadki in gradbeni material, ki ga prostovoljci niso zbirali, temveč so le popisali njihove lokacije in podatke posredovali pristojnim službam.
Po uradnih podatkih organizatorjev je v OSVED! sodelovalo okrog 270.000 ljudi oz. več kot 13% vseh prebivalcev Slovenije, ki so odstranili 60.000 m³ ali 12.000 ton odpadkov s 7000 divjih odlagališč. OSVED! je bila tako največja civilnodružbena iniciativa v zgodovini samostojne Slovenije. Septembra 2010 je predsednik države Danilo Türk društvu Ekologi brez meja za izvedbo tega projekta podelil red za zasluge.